# Eburia mutata
Eburia mutata là một loài bọ cánh cứng trong họ Cerambycidae.